# Cash Gamble
Cash Gamble, född 10 april 2011 i Norrtälje i Stockholms län, är en svensk varmblodig travhäst. Han tränas sedan 2017 av Philippe Billard i Frankrike och körs av Franck Nivard. Han tränades innan av Per Lennartsson och Fabrice Souloy.
Cash Gamble började tävla i maj 2014 och segrade redan i den första starten. Han har till januari 2019 sprungit in 6,6 miljoner kronor på 57 starter varav 19 segrar, 7 andraplatser och 5 tredjeplatser. Han har tagit karriärens hittills största segrar i Eskilstuna Fyraåringstest (2015), uttagningslopp till Grand Prix l'UET (2015), Prix Doynel de Saint-Quentin (2016), Prix Jean-René Gougeon (2017), Prix Dominique Savary (2017) och Prix de Roquefort-Les-Pins (2018). Han har även kommit på tredjeplats i Konung Gustaf V:s Pokal (2015), Prix de Washington (2017) och Prix Jean-Luc Lagardere (2018).